# بارى تشاز
بارى تشاز (بالإنجليزية: Barrie Chase)‏ هي راقصة وممثلة أمريكية، ولدت في 20 أكتوبر 1933 في الولايات المتحدة.

## وصلات خارجية
- بارى تشاز على موقع IMDb (الإنجليزية)
- بارى تشاز على موقع أول موفي (الإنجليزية)
- بارى تشاز على موقع إن إن دي بي (الإنجليزية)
- بارى تشاز على موقع قاعدة بيانات الفيلم (الإنجليزية)